# 45É busz (Budapest)
A budapesti 45É jelzésű éjszakai autóbusz a Baross tér, Keleti pályaudvar és Cinkota, Szabadföld út között közlekedett. A vonalat a Budapesti Közlekedési Rt. üzemeltette.

## Története
1986. április 1-jén indult új éjszakai járat 45É jelzéssel a Baross tér és Cinkota között. Csak a 2-es metró és a Gödöllői HÉV megállóinál állt meg. 2002. március 1-jétől az útvonalon érintett minden megállóban megálltak. 2005. szeptember 1-jén megszűnt, szerepét a 908-as busz vette át.

## Útvonala
| Cinkota, Szabadföld út felé | Baross tér, Keleti pályaudvar felé |
| --- | --- |
| Baross tér, Keleti pályaudvar vá. – Kerepesi út – Veres Péter út – Szabadföld út – Vidám vásár utca – Batthyány Ilona utca – Gazdaság út – Cinkota, Szabadföld út vá. | Cinkota, Szabadföld út vá. – Szabadföld út – Veres Péter út – Kerepesi út – Lóvásár utca – Mosonyi utca – Fiumei út – Baross tér, Keleti pályaudvar vá. |

## Megállóhelyei
| 0  | Baross tér, Keleti pályaudvar végállomás                                           | 25 | 78É, 173É      | 78É, 173É      |
| ∫  | Fiumei út                                                                          | 24 | Nem érintette  |                |
| ∫  | Lóvásár utca                                                                       | 23 | Nem érintette  |                |
| 1  | Ügető                                                                              | 22 | Nem érintette  |                |
| 2  | Taurus                                                                             | 21 | Nem érintette  |                |
| 4  | Stadionok (↓) Stadionok (Hungária körút) (↑) (korábban Hungária körút, Népstadion) | 20 | 1É             | 1É             |
| 5  | Pongrác út (↓) Őrnagy utca (↑)                                                     | 18 | Nem érintette  |                |
| 6  | Pillangó utca                                                                      | 17 |                |                |
| 8  | Örs vezér tere                                                                     | 15 | 61É, 78É, 144É | 61É, 78É, 144É |
| 9  | Gyakorló köz (↓) Sarkantyú utca (↑)                                                | 14 | Nem érintette  | 144É           |
| 10 | Gépmadár park                                                                      | 14 | Nem érintette  | 144É           |
| 11 | Keresztúri út (↓) Szentmihályi út (↑)                                              | 13 | 144É           | 144É           |
| 13 | Pilisi utca (↓) Egyenes utca (↑)                                                   | 11 | Nem érintette  | 144É           |
| 14 | Nagyicce, HÉV-állomás                                                              | 10 | 144É           | 144É           |
| 15 | Lándzsa utca (↓) Thököly út (↑)                                                    | 9  | Nem érintette  | 144É           |
| 16 | Hősök fasora (↓) Batsányi János utca (↑)                                           | 8  |                |                |
| 17 | Fuvallat utca                                                                      | 7  | Nem érintette  |                |
| 18 | Jókai Mór utca                                                                     | 7  | Nem érintette  |                |
| 19 | Pilóta utca (↓) Corvin utca (↑)                                                    | 6  |                |                |
| 20 | Imre utca                                                                          | 5  |                |                |
| 20 | Bökényföldi út                                                                     | 4  | Nem érintette  |                |
| 21 | Csinszka utca                                                                      | 4  |                |                |
| 22 | Cinke utca                                                                         | 3  | Nem érintette  |                |
| 23 | Vidám vásár utca                                                                   | 2  |                |                |
| ∫  | Műkő utca                                                                          | 1  | Nem érintette  |                |
| 24 | Georgina utca                                                                      | ∫  | Nem érintette  |                |
| 25 | Batthyány Ilona utca                                                               | ∫  | Nem érintette  |                |
| 26 | Rózsalevél utca                                                                    | ∫  | Nem érintette  |                |
| 27 | Cinkota, Szabadföld út végállomás                                                  | 26 |                |                |